# Leslie Feinberg
Leslie Feinberg, född den 1 september 1949 i Kansas City, i Missouri, död den 15 november 2014 i Syracuse, New York, var en amerikansk HBTQ-aktivist, transaktivist, kommunist, och författare.
Feinberg skrev sin genombrottsroman Stone Butch Blues 1993. Hens författarskap, särskilt Stone Butch Blues och hens banbrytande fackbok Transgender Warriors (1996), lade grunden för mycket av terminologin och medvetenheten kring genusvetenskap och var avgörande för att synliggöra dessa frågor för en mer allmän publik.

## Biografi
Feinberg föddes 1949 i Kansas City, Missouri och växte upp i en judisk arbetarklassfamilj i Buffalo, New York. Som ung frekventerade Feinberg gaybarer och arbetade i tillfälliga låginkomstjobb, till exempel som diskplockare, fartygsstädare, teckenspråkstolk och på plastfabrik. Feinberg identifierade sig själv som antirasistisk, vit, arbetarklass, sekulär, judisk, transperson, lesbisk, kvinna och revolutionär kommunist. Feinberg själv har uppgett att hen använde kvinnligt pronomen omväxlande med könsneutralt pronomen, bland annat beroende på sammanhang.
När Feinberg var i tjugoårsåldern gick hen med i det kommunistiska partiet Workers World Party, efter att ha stött på medlemmar ur partiet vid en demonstration för Palestina. Efter att hen några år senare flyttade till New York deltog Feinberg i bland annat demonstrationer mot krig och rasism för partiets räkning. Hen var även en av arrangörerna för 1974 års marsch mot rasism i Boston.
Redan under 1970-talet började Feinberg skriva. Hen var redaktör för sektionen om politiska fångar i partiets tidning Workers world under femton år, och 1995 utsågs hen till tidningens chefredaktör. Hen har därefter givit ut flera böcker, såväl romaner som facklitteratur.
Feinberg gick bort i november 2014 i sviterna av bland annat fästingburen borrelia, vilket hen diagnostiserades med 2008 men enligt egen utsago haft sedan 1970-talet. Hen blev 65 år gammal.
Tillsammans med 50 andra HBTQ-pionjärer fick Feinberg 2019 en plats på en Wall of Honor för HBTQ-personer vid det nationella monumentet vid Stonewall inn, New York.